# Julius Posener

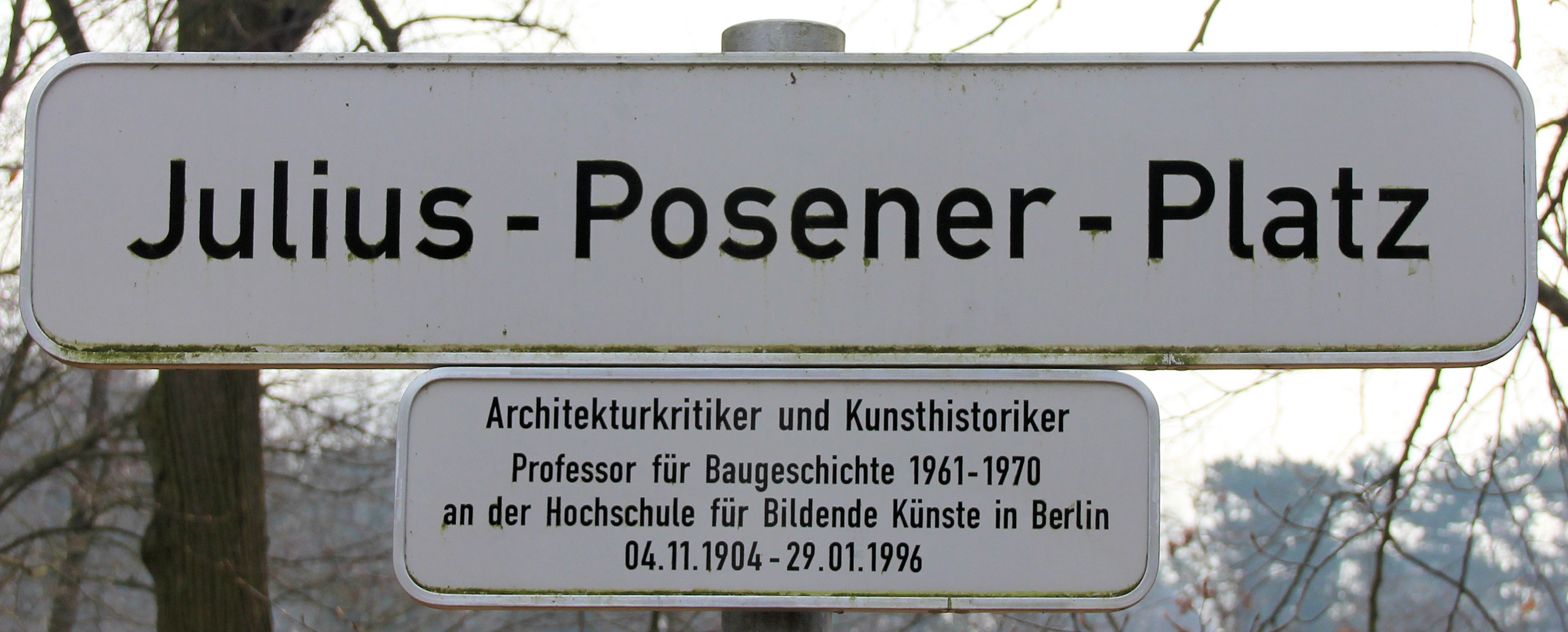
Panneau d'explication de la Julius-Posener-Platz à Berlin-Nikolassee

Julius Posener (né le 4 novembre 1904 à Groß-Lichterfelde et mort le 29 janvier 1996 à Berlin) est un historien et critique d'architecture, auteur et professeur d'université allemand

## Biographie
Issu d'une famille juive de la classe moyenne, fils du peintre Moritz Posener et fille de l'entrepreneur immobilier Oppenheim, Julius Posener grandit dans la colonie de villas de Lichterfelde (de), tout comme son frère Ludwig, avec qui il est aussi un membre de l'association juive de randonnée Blau Weiss-Ouest. Adeptes de l'architecture progressiste, ses parents y ont fait construire une villa de style maison de campagne anglaise, conçue par un ami, Fritz Crzellitzer (de).
De 1923 à 1929, Posener étudie l'architecture (avec Hans Poelzig, entre autres) à l'Université technique de Berlin. Après ses études, il travaille entre autres dans le bureau d'Erich Mendelsohn à Berlin, mais vit également un certain temps à Paris. Il s'y enfuit en 1933 après la prise du pouvoir par Hitler. En 1935, Posener émigre en Palestine, en 1941, il se porte volontaire pour l'armée britannique et reçoit la citoyenneté britannique en 1946. Après la guerre, il enseigne à Londres et à partir de 1956 à Kuala Lumpur. En 1961, il accepte la chaire d'histoire de l'architecture à l'Université des arts de Berlin et y enseigne jusqu'en 1971.
Julius Posener est président du Deutscher Werkbund de 1973 à 1976 et un mentor important du magazine Arch+ (de).
Posener décrit sa vie en détail dans ses mémoires intitulés Fast so alt wie das Jahrhundert sowie Heimliche Erinnerungen. In Deutschland 1904–1933. L'un de ses trois enfants est le journaliste Alan Posener (de).
Julius Posener fait campagne pour la maison unifamiliale et la maison de campagne au 18 Pacelliallee (angle Im Dol) à Berlin-Dahlem, qui est tombée en ruine après une explosion de gaz dans les années 1950, et a ainsi sauvé l'un des plans de l'architecte Hermann Muthesius (1861-1927) d'être démoli. Le bâtiment, qui est partiellement reconstruit, est depuis lors utilisé par l'Université de Stanford.

## Récompenses et honneurs
- 1977 : Prix d'art de Berlin (de)
- 1981 : Prix allemand pour la protection des monuments - Karl-Friedrich-Schinkel-Ring - du Comité national allemand pour la protection des monuments (de)
- 1983 : Prix BDA de la critique architecturale (de)
- 1996 : Prix Heinrich-Mann
- 2004 : Le gouvernement local de Nikolassee nommé à l'occasion de son 100e anniversaire d'une place d'après l'architecte : Julius-Posener-Platz.

## Publications
- Die moderne Architektur — eine lange Geschichte. In: Vision der Moderne. Das Prinzip Konstruktion. Hrsg. v. Heinrich Klotz (de). Prestel, München 1986,  (ISBN 3-7913-0755-X), S. 27–32.
- Anfänge des Funktionalismus. Von Arts and Crafts zum Deutschen Werkbund. Ullstein, Berlin 1964,  (ISBN 978-3-0356-0207-4)  (Bauwelt-Fundamente, Bd. 11).
- Ebenezer Howard. Gartenstädte von morgen. Das Buch und seine Geschichte. Bauwelt Fundamente Band 21, Berlin Frankfurt/M. Wien: Ullstein, 1968
- Hans Poelzig. 1970.
- From Schinkel to the Bauhaus. Five lectures on the growth of modern German architecture. Lund Humphries, London 1972,  (ISBN 0-85331-245-1) (Architectural Association, Paper, Bd. 5).
- Aufsätze und Vorträge: 1931-1980/ Julius Posener. Braunschweig; Wiesbaden: Vieweg, 1981. (Bauwelt-Fundamente; 54/55).  (ISBN 978-3-663-00115-7).  (ISBN 978-3-663-00114-0) (eBook). DOI 10.1007/978-3-663-00114-0.
- Berlin auf dem Weg zu einer neuen Architektur 1889–1918. 1977.
- Fast so alt wie das Jahrhundert. Eine Autobiographie als Epochengemälde. Vom späten Kaiserreich über die kurzen Jahre der Republik in die Zeit des wechselvollen Exils. Am Ende die Heimkehr in das neue Berlin. Siedler, Berlin 1990,  (ISBN 3-88680-381-3).
- In Deutschland 1945–1946. Berlin 2001.
- Heimliche Erinnerungen. In Deutschland 1904–1933. Siedler, Berlin 2004,  (ISBN 3-88680-764-9) (aus dem Englischen übersetzt von Ruth Keen).
- Julius Posener Vorlesungen 1, Die moderne Architektur (1924–1933), archplus 48
- Julius Posener Vorlesungen 2, Die Architektur der Reform (1900–1924), archplus 53
- Julius Posener Vorlesungen 3, Das Zeitalter Wilhelms II., archplus 59
- Julius Posener Vorlesungen 4, Die sozialen und bautechnischen Entwicklungen im 19. Jahrhundert, archplus 63/64
- Julius Posener Vorlesungen 5, Neue Tendenzen im 18. Jahrhundert, Das Zeitalter Schinkels, archplus 69/70
- Julius Posener: Vorlesungen zur Geschichte der Neuen Architektur, 2 Bände im Schuber, ARCH+ Publikation
- Julius Posener: Der Neunte Thermidor Die ZEIT v. 22. Juli 1994